# Serratia marcescens
Serratia marcescens — вид грам-негативних бактерій родини Yersiniaceae. Це умовно-патогенні мікроби, що викликають у людини гнійно-запальні захворювання різної локалізації. S. marcescens був виявлений у 1819 році венеційським фармацевтом Бартоломео Бізіо у почервонілій поленті в місті Падуя.

## Опис і патогенез
Рухлива бактерія, що розвивається у вологих середовищах при температурі від 5 до 40 °C з рН від 5 до 9. Факультативний анаероб. У процесі життєдіяльності виробляє червонувато-помаранчевий пігмент продігіозин. У побуті, зазвичай, трапляєтьсяу ванних кімнатах (особливо на затирці плитки, куточках душу, водопровідних туалетах та умивальниках), де проявляється у вигляді рожевої або помаранчевої слизової плівки. У ванних поживою їй служить фосфоросмісні матеріали або жирні речовини, наприклад залишки мила чи шампуню.
Бактерії можуть жити у піддесневій біоплівці зубів у роті людини, забарвлюючи основу зубів в помаранчевий колір. S. marcescens є частиною багатьох співтовариств гнійних та запальних інфекцій людини. Зокрема, вона є збудником таких захворювань як катетер-асоційована бактеріємія, інфекції сечовивідних шляхів та гнійні рани. Зазвичай трапляється в дихальних та сечовивідних шляхах дорослих та в шлунково-кишковій системі дітей. При потраплянні в око може спричинити кон'юнктивіт, кератит, ендофтальміт та інфекції слізних шляхів. Зрідка S. marcescens може стати причиною ендокардиту та остеомієліту (особливо у людей, які внутрішньовенно вживають наркотики), пневмонії та менінгіту. Рідкісна клінічна форма гастроентериту немовлят, також спричиненює інфекція S. marcescens. Червоний колір підгузка сприймають за кров у сечі, що ускладнює діагностування захворювання.
Більшість штамів S. marcescens стійкі до таких антибіотиків як ампіцилін, макроліди та цефалоспорини першого покоління (наприклад цефалексин).
Serratia marcescens є причиною смертельного захворювання у коралів Acropora palmata, відомого як хвороба білої віспи, яке знищило багато колоній у Карибському морі.

## Больсенське диво
У 1263 році в італійському місті Больсена закровоточив освячений євхаристичний хліб, забруднивши корпорал (полотно, на яке кладуть хліб). Явище було сприйнято як диво. Ця подія відзначена художником Рафаелем на одній з його фресок в Апостольському палаці у Ватикані.
У 1994 році Джоан С. Каллен, науковий співробітник Джорджтаунського університету, інфікував хліб бактерією S. marcescens, після чого хліб почав виділяти червону рідину. Так чином науковець дав наукове пояснення «больсенському диву». Ймовірно, хліб неправильно зберігався у сирому приміщені, де активно розвивалися бактерії. Його дослідження задокументовано у статті, яка зіявилася в журналі Американського товариства мікробіології. У 1998 році наукова обґрунтованість експерименту була підтверджена науковцем кафедри органічної хімії в університеті Павії Луїджі Гарласчеллі, а в 2000 році дослідниками з Університету Тулейн.